# Ла Ронџ (Саскачеван)
Ла Ронџ (енгл. La Ronge) је варошица у северном делу канадске провинције Саскачеван. Насеље лежи на западној обали језера Лак ла Ронџ на самом ободу Канадског штита, на месту где се завршава провинцијски магистрални друм 2. 
Најближи већи градови су Принц Алберт који лежи 236 км јужније и Флин Флон (250 км источније).
Са 2.300 становника (2011) Ла Ронџ је највеће насеље у северном делу Саскачевана. Шире популацијско подручје Ла Ронџ обухвата територију од 28 км² са 5.900 становника у настањена у 4 насеља (варошица Ла Ронџ, село Еир Ронџ и резервати Лак Ла Ронџ 156 и Китсаки 156Б).

## Историја
Насеље Ла Ронџ добило је име према језеру на чијим обалама се развило. Претпоставља се да име језера води порекло од француских речи la ronge које би се могле превести као сажвакан или оглодан. Наиме језеро је познато по бројној популацији даброва који су рушили дрвеће дуж обале да би градили своја боравишта, па вероватно отуд и име језера.
Пре доласка европљана, ово подручје су насељавали припадници домородачког народа Кри који ту и данас живе. Године 1782. швајцарски трговац крзнима Жан Етијен Ваден је на обалама језера отворио трговачку станицу за трговину крзнима. Међутим првобитна станица је за кратко време напуштена након што је у марту 1782. њен оснивач страдао током сукоба са ривалским трговцима. Тек средином 19. века до тада бројна раштркана боравишта су почела да се концентришу на подручју данашње четврти Стенли Мишон. На том месту је тада саграђена и англиканска црква Свете Тројице (данас најстарија грађевина у провинцији) и телеграфска станица Компаније Хадсоновог залива. Почетком прошлог века у насељу је отворена прва школа, а 1911. и пошта. 
Насеље је почело интензивније да се развија након завршетка радова на друму према граду Принц Алберт 1947. и Ла Ронџ је за кратко време постао популарно туристичко место (посебно за љубитеље рекреативног риболова). Насеље Ла Ронџ је 1955. имало око 400 становника и исте године је административно уређено као северно село. У том периоду почела је и интензивнија експлоатација минералних богатстава из тог подручја. Демографска слика је бележила стабилан раст, тако да се број становника регистрованих 1966. (укупно 933) готово удвостручио у наредних десет година (1.714 житеља 1976. године). Од 1983. Ла Ронџ је административно уређен као специјална северна варошица (енгл. northern town).

## Демографија
Према резултатима пописа становништва из 2011. у варошици су живела 2.304 становника у укупно 960 домаћинстава, што је за 15,4% мање у односу на 2.725 житеља колико је регистровано 
приликом пописа 2006. године.
| 2006. | 2011. |
| ----- | ----- |
| 2.725 | 2.304 |

Шире популацијско подручје Ла Ронџ има површину од 28 км² и према попису становништва из 2011. ту је живело укупно 5.905 становника у 1.922 домаћинства што је пад од 1% у односу на попис из 2006. када су регистрована 5.962 становника. Резерват Лак Ла Ронџ 156 са укупно нешто мање од 2.000 становника је највећи индијански резерват у провинцији.

## Привреда
Варошица Ла Ронџ је данас један од најважнијих административних, трговачких и привредних центара у северном делу Саскачевана.
Привреда почива на развијеном туризму, преради и експлоатацији дрвета, рударству, комерцијалном риболову, лову на крзнаше и трговини крзнима. Насеље је познато и по производњи сувомеснатих производа те дивљег јагодичастог воћа и печурака.
Подручје око језера Ла Ронџ које је четврто по величини у провинцији је законом заштићено као провинцијски парк природе.